# Bus Stop (serie televisiva)

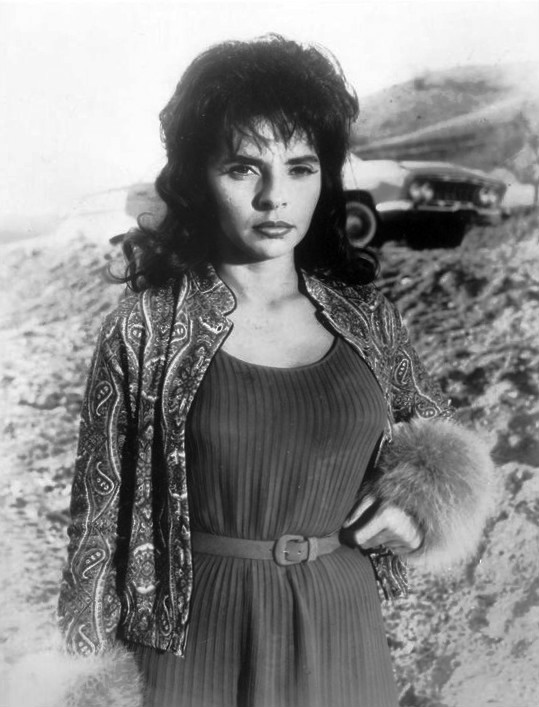
Madlyn Rhue.

Bus Stop è una serie televisiva statunitense in 26 episodi trasmessi per la prima volta nel corso di una sola stagione dal 1961 al 1962.
È una serie del genere drammatico basata sull'opera teatrale omonima e sul film del 1956 Fermata d'autobus. Vede come interprete principale Marilyn Maxwell nel ruolo della proprietaria di una tavola calda nei pressi di una stazione per gli autobus. 
La serie fu annullata a seguito delle polemiche occorse dopo la trasmissione del decimo episodio, A Lion Walks Among Us, ritenuto troppo violento, che vede come protagonista un cantante rock psicopatico ed assassino. Per la sua violenza l'episodio fu oggetto di una denuncia al congresso e la ABC mise fine alle trasmissioni dopo il termine della prima stagione nonostante il relativo successo di pubblico. Il settimo episodio, Cherie, è l'unico direttamente basato sulla trama dell'opera teatrale e del film e vede Tuesday Weld nel ruolo di Cherie, una diciottenne aspirante cantante, e Gary Lockwood nel ruolo di Bo, un cowboy del Montana che vuole sposarla.

## Trama
Grace Sherwood è la proprietaria di una tavola calda nei pressi di una stazione per gli autobus nella città fittizia di Sunrise nella zona delle Montagne Rocciose. Ad aiutarla nella gestione è la cameriera Emma Gahringer. Altri personaggi regolari sono lo sceriffo Will Mayberry e Glenn Wagner, un procuratore distrettuale. La serie segue le drammatiche vicissitudini dei vari avventori del ristorante.

## Personaggi e interpreti
- Sceriffo Will Mayberry (8 episodi, 1961-1962), interpretato da Rhodes Reason.
- D.A. Glenn Wagner (7 episodi, 1961-1962), interpretato da Richard Anderson.
- Grace Sherwood (6 episodi, 1961-1962), interpretato da Marilyn Maxwell.
- Emma Gahringer (6 episodi, 1961-1962), interpretato da Joan Freeman.
- Medico legale (3 episodi, 1961-1962), interpretato da Bernard Kates.
- Barbara Cullum (2 episodi, 1961-1962), interpretato da Dianne Foster.
- Jeff (2 episodi, 1961-1962), interpretato da William Tyler.
- Giudice (2 episodi, 1961-1962), interpretato da Roy Engel.
- Sarah Jenkins (2 episodi, 1961-1962), interpretato da Joan Tompkins.
- vice (2 episodi, 1961), interpretato da Bob Harris.
- Virge Blessing (2 episodi, 1961), interpretato da Buddy Ebsen.

## Produzione
La serie, ideata da Roy Huggins, fu prodotta da Robert Blees e John Newland per la 20th Century Fox Television e la Belmont Television Company Fu girata nei 20th Century Fox Studios, Century City, Los Angeles, California. Le musiche furono composte da Arthur Morton (compositore del tema musicale) e Lionel Newman.

### Registi
Tra i registi sono accreditati:
- Robert Altman in 8 episodi (1961-1962)
- Stuart Rosenberg in 4 episodi (1961-1962)
- Arthur Hiller in 2 episodi (1961)
- Richard L. Bare in 2 episodi (1962)

### Sceneggiatori
Tra gli sceneggiatori sono accreditati:
- Howard Browne in 6 episodi (1961-1962)
- Rex O'Haogain in 3 episodi (1961-1962)
- Harry Kleiner in 3 episodi (1962)
- Sally Benson in 2 episodi (1961)
- Luther Davis in 2 episodi (1961)
- Roy Huggins in 2 episodi (1962)
- John Whittier in un episodio (1962)
- William Bast

## Distribuzione
La serie fu trasmessa negli Stati Uniti dal 1º ottobre 1961 al 25 marzo 1962 sulla rete televisiva ABC.
Altre distribuzioni:
- in Finlandia (Bussipysäkki)
- in Francia
- in Ungheria (Buszmegálló)
- in Argentina (Encrucijada)

## Episodi
| Stagione       | Episodi | Prima TV USA |
| -------------- | ------- | ------------ |
| Prima stagione | 26      | 1961-1962    |